# Curtis Blaydes
Curtis Lionell Blaydes (født 18. februar 1991 i Chicago, Illinois, USA) er en amerikansk professionel MMA-udøver, der i øjeblikket konkurrerer i Heavyweight-divisionen i Ultimate Fighting Championship (UFC). Han har været professionel siden 2014 og konkurrerede tidligere i RFA . Pr. 1. december 2018 er han nr. 4 i på den officielle UFC-heavyweight-rangliste . 

## Baggrund
Blaydes blev født i Naperville, Illinois og opvokset i nærliggende Chicago sammen med sine fire andre søskende. Han begyndte at bryde for De La Salle Institute, og vandt en statstitel i sit seniorår, samtidig med at han opbyggede en ubesejret 44-0 rekordliste. I sine fire år opbyggede Blaydes en samlet rekordliste på 95-18 med 121 takedowns. Blaydes spillede også amerikansk fodbold for De La Salle som defensiv spiller. Han fik senere et fuldt brydnings-stipendium til Northern Illinois University, hvor han til trods for opbygge en rekordliste på 19-2 senere blev overført til Harper College . På Harper vandt Blaydes NJCAA National Championship. Efter at han begyndte at kæmpe i MMA som amatør, forlod Blaydes skolen for at fokusere på en karriere i MMA. 

## MMA-karriere

### Tidlig karriere
Blaydes opbyggede en 8-0 amatørrekordliste, inden han blev professionel i 2014. Han gik derefter 5-0, med alle sejre via TKO, før han skrev kontrakt med UFC.

### Ultimate Fighting Championship
Blaydes fik sin UFC-debut mod Francis Ngannou den 10. april 2016 på UFC Fight Night 86.  Han tabte kampen via TKO ved afslutningen af anden runde på grund af lægestop. 
Blaydes mødte herefter Cody East den 1. oktober 2016 på UFC Fight Night 96.  Han vandt kampen via TKO i anden omgang,  og vandt hermed sin første UFC Performance of the Night-bonuspris
Blaydes mødte Adam Milstead den 4. februar 2017 på UFC Fight Night 104.  Efter en dominerende præstation i 1. omgang vandt Blaydes kampen via TKO, efter at Milstead pådrog sig en knæskade.  Efterfølgende blev resultatet ændret til en No Contest efter Blaydes testede positivt for marihuana. 
Blaydes mødte Daniel Omielańczuk den 8. juli 2017 ved UFC 213.  Han vandt kampen via enstemmig afgørelse. 
Blaydes mødte Alexey Oleynik den 4. november 2017 på UFC 217.  Han vandt kampen via TKO på grund af en doktorstop. Dommeren stoppede kampen efter at Blaydes havde sendt et ulovligt spark til en liggende modstander og tilkaldte en læge for at kontrollere Oliynyk. Kampen blev stoppet på grund af lægens rådgivning. Replayet viste imidlertid, at sparket ikke leverede væsentlig skade (da det kun ramte øret), og kampen blev offentliggjort som en TKO-sejr til Blaydes. 
Blaydes mødte Mark Hunt den 11. februar 2018 på UFC 221 .  Han vandt kampen via enstemmig afgørelse. 
Blaydes mde Alistair Overeem den 9. juni 2018 på UFC 225 .  Han vandt kampen via TKO på grund af albuer i tredje runde.  Denne sejr tildelte ham ham Performance of the Night bonusprisen. 
Blaydes mødte Francis Ngannou i en rematch den 24. november 2018 i hovedkampen på UFC Fight Night 141  Han tabte kampen via TKO tidligt i første runde. 
Blaydes mødte Justin Willis den 23. marts 2019 på UFC Fight Night 148.  I kampen tog Blaydes løbende Willis ned og styrede ham og scorede også en knockdown i anden runde. Han vandt kampen via en dominerende enstemmig afgørelse. 

## Mesterskaber og præstationer

### MMA
- Ultimate Fighting Championship
  - Night performance (2 gange) vs. Cody East og Alistair Overeem [19]